# جائزة الولايات المتحدة الكبرى للدراجات النارية 2006
جائزة الولايات المتحدة الكبرى للدراجات النارية 2006 هو سباق دراجات نارية أقيم بتاريخ 23 يوليو 2006 في حلبة لاغونا سيكا. كان الجولة الحادية عشر من أصل 17 في سباق الجائزة الكبرى للدراجات النارية موسم 2006. فاز الأمريكي نيكي هايدن بفئة الموتو جي بي بينما جاء الإسباني داني بيدروسا في المركز الثاني وحصل على المركز الثالث الإيطالي ماركو ميلاندري.

## وصلات خارجية
- الموقع الرسمي